# W. Grant McMurray
William Grant McMurray (ur. 12 lipca 1947) – amerykański duchowny, prezydent-prorok Społeczności Chrystusa w latach 1996–2004. Prezydent McMurray uznany jest za jednego z bardziej zasłużonych w historii prezydentów Kościoła i jest do dziś szanowany jako utalentowany pisarz i mówca.
William G. McMurray był pierwszym w historii Społeczności Chrystusa prezydentem niebędącym potomkiem założyciela ruchu – Josepha Smitha, Jr. Został on mianowany na następcę w urzędzie przez prezydenta Wallace B. Smitha w 1995 r. i rok później, gdy Wallace B. Smith przeszedł na emeryturę, został ordynowany na to stanowisko. Przedtem był historykiem i zajmował różnorakie stanowiska w kościelnej hierarchii, łącznie ze służeniem jako doradca w Pierwszym Prezydium.
W 1997 r. prezydent McMurray wezwał Kościół do odnowy i przemiany poprzez uwypuklenie chrystocentrycznej teologii Pokoju.
Za prezydentury W. Granta McMurraya, w roku 2000, oficjalnie przyjęto nową nazwę dla Zreorganizowanego Kościoła Jezusa Chrystusa Świętych w Dniach Ostatnich, będącą wyrazem wejścia Kościoła w Nowe Tysiąclecie i gotowości na wyzwania współczesności przed jakimi stanie Kościół. Jednocześnie nowa nazwa miała stanowić odwołanie do wielkiego dzieła przywrócenia z 1830 r., kiedy to Kościół był znany pod nazwą: „Kościół Chrystusa”. Przyjęto zatem nazwę: „Społeczność Chrystusa”, pod którą Zreorganizowany Kościół znany jest na całym świecie. Nazwa ta oprócz ewidentnego nawiązania do historii świętych w dniach ostatnich, stanowi podkreślenie centralnej roli, jaką zajmuje Chrystus w Kościele, a także upamiętnienie długiej tradycji świętych w dniach ostatnich dotyczącej budowania chrystocentrycznej społeczności Syjonu.
Prezydent McMurray nadzorował pierwszą w historii Kościoła ordynację kobiety do urzędu apostoła w Kworum Dwunastu. Ponadto przewodził Społeczności Chrystusa w zacieśnianiu braterskich więzi z Kościołem Jezusa Chrystusa Świętych w Dniach Ostatnich, budowaniu przyjaznej współpracy między tymi dwiema największymi denominacjami świętych oraz wspieraniu wspólnych projektów historycznych dotyczących wczesnych dziejów Kościoła.
29 listopada 2004 r. prezydent McMurray zrezygnował ze stanowiska prezydenta, a jego następcą został Stephen M. Veazey, ordynowany dn. 3 czerwca 2005 r. podczas Światowej Konferencji.